# Barnwell (South Carolina)
Barnwell is een plaats (city) in de Amerikaanse staat South Carolina en valt bestuurlijk gezien onder Barnwell County.

## Demografie
Bij de volkstelling in 2000 werd het aantal inwoners vastgesteld op 5035.
In 2006 is het aantal inwoners door het United States Census Bureau geschat op 4858, een daling van 177 (-3,5%).

## Geografie
Volgens het United States Census Bureau beslaat de plaats een oppervlakte van
20,2 km², waarvan 19,8 km² land en 0,4 km² water. Barnwell ligt op ongeveer 57 m boven zeeniveau.

## Plaatsen in de nabije omgeving
De onderstaande figuur toont nabijgelegen plaatsen in een straal van 16 km rond Barnwell.

## Geboren
- James Brown (1933-2006), zanger